# Olarias (Ponta Grossa)
Olarias é um bairro da Zona Centro-Sul de Ponta Grossa, no Paraná.

## História

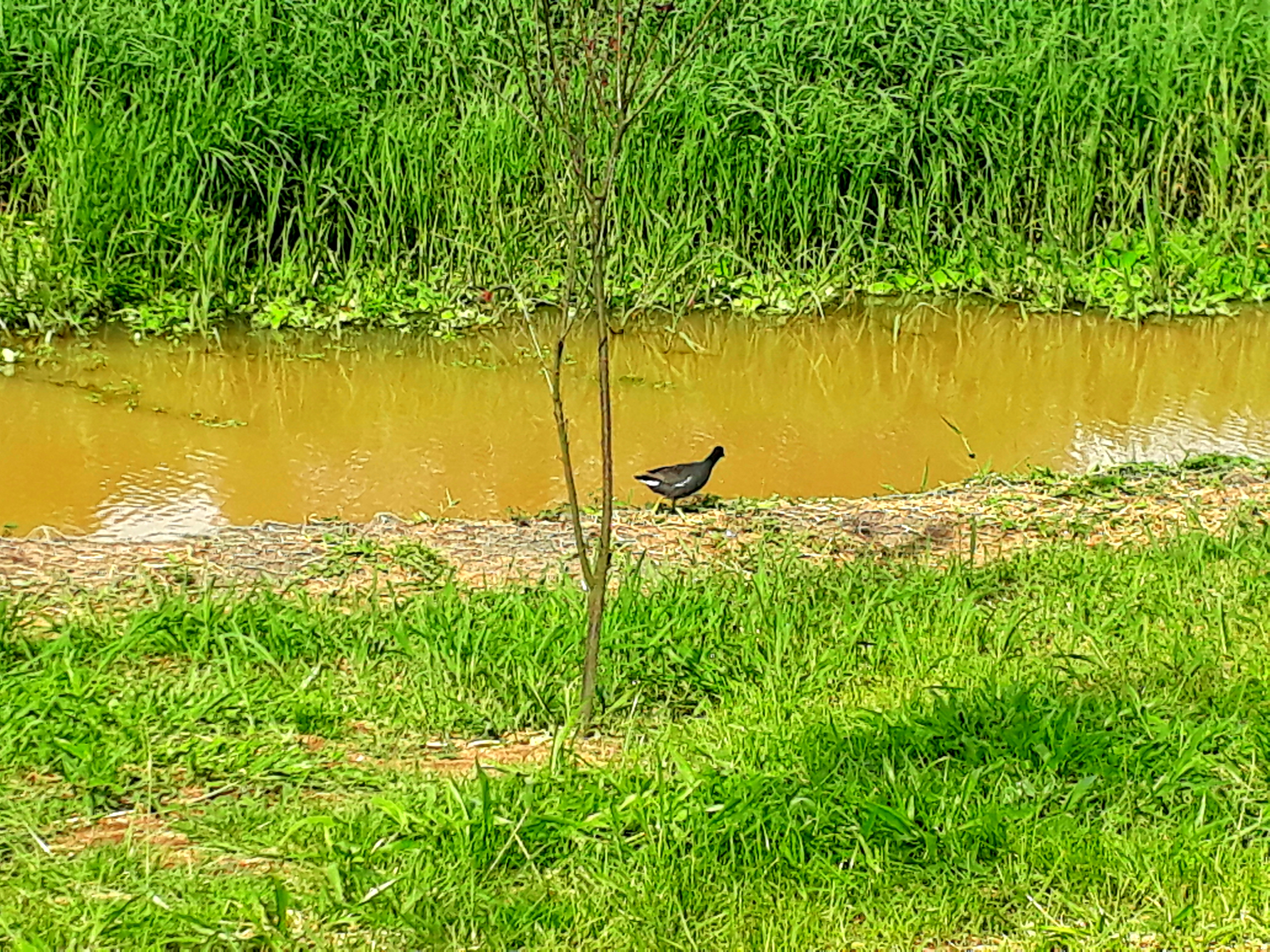
Ave no Parque Lago de Olarias.

A vila de Olarias surgiu a partir da exploração do solo natural, cuja matéria prima argilosa condicionou a instalação de olarias. Com o barro da localidade eram fabricados tijolos, telhas e manilhas.
Até a década de 1930 o bairro de Olarias era praticamente desabitado e constituído de mata virgem. Na década de 1930 só tinha a olaria do Ribas e o desenvolvimento do bairro deve-se em primeiro lugar às olarias.
À medida que as indústrias desenvolviam-se ocorria o aumento de famílias, que procedentes de diversas localidades paranaenses buscavam o trabalho nessas indústrias. Por meio de novas casas e moradores, as antigas chácaras das famílias Barreto, Guimarães, Ribas e outros, acabaram sendo substituídas por vilas.
O bairro é muito conhecido por ser o berço da escola de samba GRCES Nova Princesa. 

## Infraestrutura
No bairro de Olarias está localizado o Parque de Olarias, que é um dos maiores parques de Ponta Grossa, contando com cinco lagos e área verde. Com isso o bairro de Olarias passou a ser um dos mais valorizados da região, com uma infraestrutura de lazer, pistas de caminhadas e pista de ciclismo.

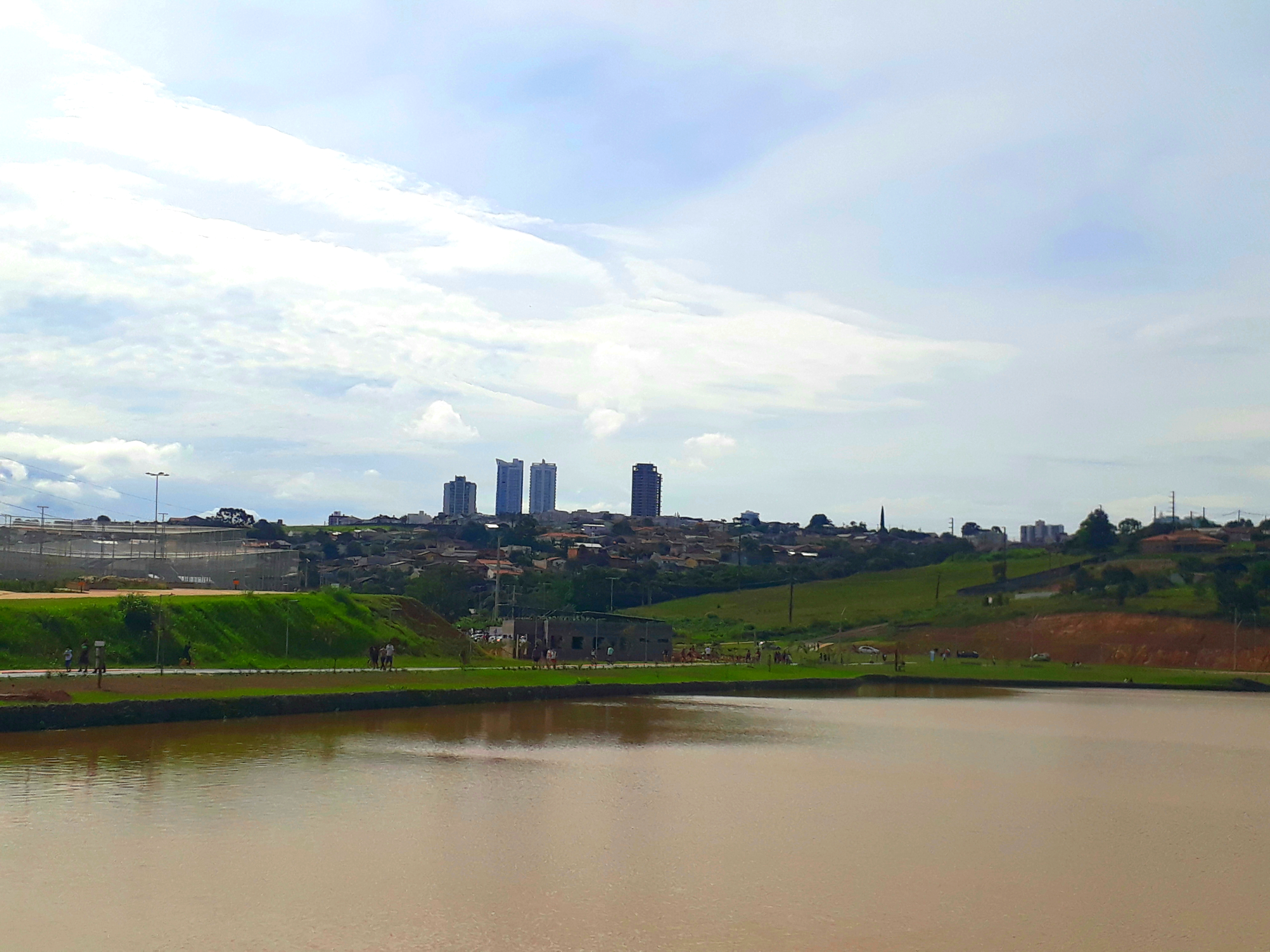
Vista do Parque Lago de Olarias